# Suagela
Suagela (en llatí Suagela, en grec antic Σουάγελα) és una ciutat de Cària en la qual hi havia la tomba de Car, l'ancestre de tots els caris. El nom de la ciutat volia dir en la llengua pròpia del país "tomba del rei" (σοῦα = tomba, γέλας = rei).
Estrabó, que anomena a la ciutat Syangela (Συάγγελα), diu que Mausolos quan va unir sis ciutats en sinecisme per formar Halicarnàs, va conservar independents Mindos i Suagela. Plini el Vell diu per la seva banda que va ser Alexandre el Gran el que va unir les ciutats per fundar Halicarnàs.